# Ich, Feuerbach
Ich, Feuerbach ist ein Schauspiel von Tankred Dorst, das am 18. Oktober 1986 unter der Regie von Volker Hesse im Residenztheater München uraufgeführt wurde.

## Inhalt
Der Theaterregisseur hat den Schauspieler Feuerbach zu einem Vorsprechen auf die Bühne bestellt. Feuerbach hat als Text eine Passage aus dem
Tasso von Goethe gewählt:
Ja gehe nur und gehe sicher weg,

Daß du mich überredest, was du willst.

Ich lerne mich verstellen, denn du bist

Ein großer Meister, und ich fasse leicht.

So zwingt das Leben uns, zu scheinen, ja …
Feuerbach hatte Lettau in jungen Jahren am Theater Hannover kennengelernt. Der Schauspieler soll offenbar nun mit dem jungen Regieassistenten vorliebnehmen. Damit ist er nicht einverstanden. Feuerbach, der sich für eine Berühmtheit hält, will warten und lässt seine Enttäuschung an dem vermeintlichen Anfänger aus. 
Der Assistent, der seit fünf Jahren am Theater ist, lässt sich aber nicht aus der Ruhe bringen und startet eine Gegenattacke: Er habe noch nie von einem Feuerbach gehört. Kann er auch nicht, entfährt es Feuerbach, er sei ja sieben Jahre nicht aufgetreten. Der Assistent möchte wissen, was Feuerbach in den sieben Jahren eigentlich gemacht habe. Der Schauspieler weicht aus, prahlt mit seinen großen Rollen, die er angeblich schon gespielt hat, wovon der Assistent noch nichts gehört hat. Feuerbach beherrscht das Rollenspiel vortrefflich. Er schlüpft flugs in die Rolle des Entsetzten, der über die Ignoranz des Assistenten entsetzt ist.
Weil der Regisseur auf sich warten lässt, erfährt der Assistent in der Wartezeit, wie Feuerbach Schauspieler geworden ist und wie er dafür mit seinem Leben bezahlt hat. Vielleicht hatte das Bezahlen mit dem Sturz von der Theatertreppe ins Nichts begonnen. Das war nach der Szene mit Desdemona passiert. Feuerbach hatte eine Regieanweisung übererfüllt. Drei Stufen nur hatte er steigen sollen. Später dann in Ulm aber habe ihm Professor Bäumler seine hohe Begabung als Schauspieler bescheinigt. Der Assistent kann Feuerbachs Rede nicht ganz folgen. Zufällig kennt er sich im Theater Ulm ein wenig aus. Dort gibt es keinen Professor Bäumler. Sosehr Feuerbach redet, redet und seine Rede erläuternd bekräftigt – der Assistent weiß es besser. Da entschlüpft Feuerbach das Wort von den „anderen Patienten“. Der Assistent ahnt, wer Professor Bäumler sein könnte. Die Vermutung wird Gewissheit, als Feuerbach die Anstalt zur Sprache bringt, in der er sieben Jahre zugebracht habe. Noch heute könne er sich nur mit einem Medikament psychisch stabil halten. Schließlich gibt Feuerbach noch preis, weshalb er die Rolle bei Lettau unbedingt haben muss. Zwei weißbekittelte Herren hätten ihn vor sieben Jahren von der Bühne geholt. Der Grund: Wiederum hatte Feuerbach eine Anweisung des Regisseurs übererfüllt. Mit einem Brot sollte Feuerbach auf seinen Mitspieler werfen. Er konnte aber nicht aufhören mit Werfen. Als alle Brote geworfen worden waren, wären fast sämtliche Requisiten in Reichweite Wurfgeschosse geworden.
Der Assistent beruhigt Feuerbach mit einem Trick. Regisseur Lettau habe den alten Bekannten aus Hannover vor ihm gelobt. Für seinen Oswald, für seinen Don Juan, für seinen Gloster? fragt Feuerbach. Als Feuerbach dem Assistenten für das Engagement Bargeld anbietet, verliert auch der Assistent die Fassung und hält sich die Ohren zu. In seiner Not verfällt der Assistent schließlich auf die Ankündigung des Herrn Lettau. Feuerbach darf den selbstgewählten Tasso-Monolog vortragen. Feuerbach erfleht eine Reaktion des unsichtbaren Lettau, der angeblich in einer der hinteren Reihen des Hauses sitzen soll. Langes Schweigen ist die Antwort auf diesen „Angstmonolog eines Irrsinnigen“. Der Assistent informiert, Herr Lettau sei gegangen. Feuerbach geht und kehrt auch nicht noch einmal um, als ihn der Assistent auf seine Schuhe aufmerksam macht. Feuerbach hatte in Strümpfen monologisiert.

## Inszenierungen
- 1987, Thalia Theater Hamburg. Regie: Tankred Dorst. Mit Wolf-Dietrich Sprenger als Feuerbach.
- 18. Dezember 1989, Ro Theater, Rotterdam. Regie: Tankred Dorst. Mit Lou Landré als Feuerbach und Peter Sonneveld als Regieassistent
- Mai 2004, Kammerspiele Bochum. Regie: Tankred Dorst. Mit Wolf-Dietrich Sprenger als Feuerbach.[2]
- Oktober 2011, Theater Das Spielbrett, Köln. Regie: Gisela Olroth-Hackenbroch. Mit Willi Feldgen als Feuerbach, Thomas Traeder als Regieassistent und Raffaela Bel als der Frau.[3]
- 2012, Theater im Marstall, München. Regie: Veit Güssow, Musik: Hans-Günter Brodmann. Mit Robert Joseph Bartl als Feuerbach, Shenja Lacher als Regieassistent und Gabriele Scheuchenpflug als der Frau.[4]

## Rezeption
- Helmut Schödel zur Münchner Uraufführung: Gestern in Flensburg in der „Zeit“ vom 24. Oktober 1986.
- Nach Georg Hensel[5] sei Dorst mit seinem Stück nicht in den Realismus verfallen, sondern die verhandelten Schauspielerprobleme stünden für Lebensprobleme.
- „Ein Mensch, der nicht gelobt wird, leidet“, spricht Jan Strümpel[6] Allzumenschliches aus und trifft mit dem Verweis auf den „unstillbaren Geltungstrieb“ Feuerbachs den Kern des Stücks. Zudem bringt Strümpel bedenkenswerte Interpretationsansätze. Da ist zum Beispiel diese Analogie zwischen Religion und Theater. Gemeint ist alles, was in dem Stück auf die sogenannte Gottgleichheit des Regisseurs Lettau hinweist. Feuerbach warte auf Lettau wie ein Tiefgläubiger auf das in der Schrift verheißene Wunder harre.[7] Ein Gläubiger wie Feuerbach könne nicht aus der Gnade Lettaus fallen, meine der scheiternde Mime.